# Piła zwyczajna

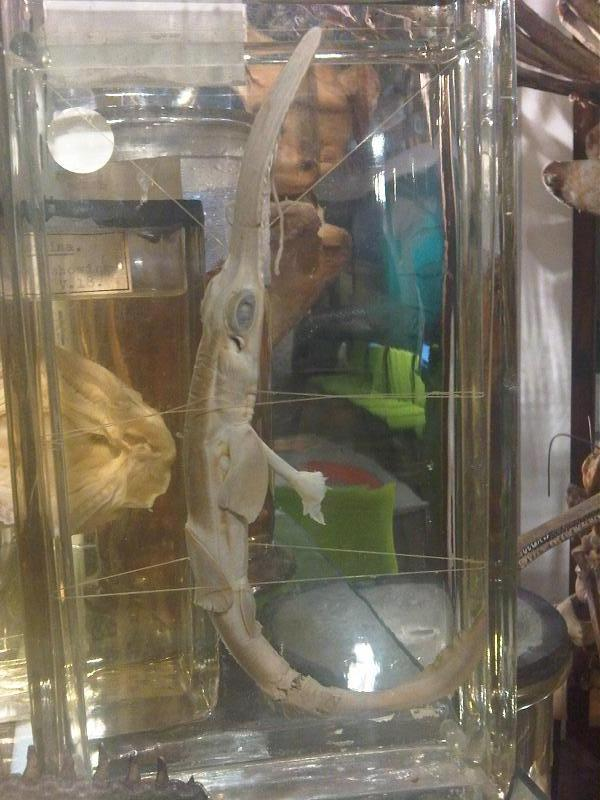
Eksponat w Grant Museum of Zoology and Comparative Anatomy w Londynie

Piła zwyczajna, ryba piła, piła (Pristis pristis) – gatunek dwuśrodowiskowej ryby chrzęstnoszkieletowej z rodziny piłowatych (Pristidae).

## Zasięg występowania
Zachodni i wschodni Ocean Spokojny, zachodni i wschodni Ocean Atlantycki, spotykana również w zachodniej części Morza Śródziemnego. Wpływa do estuariów, czasami do rzek. W Amazonce spotykana 750 km od ujścia. 
Słodkowodna populacja występuje w jeziorze Nikaragua.

## Wygląd
Głowa grzbietobrzusznie spłaszczona. Pysk (rostrum) silnie wydłużony w kształcie piły, uzbrojony w 16–20 spiczastych zębów. Ciało osiąga długość 150–250 cm (maksymalnie 5 m), masa ciała do 600 kg. Oczy i tryskawki są położone na wierzchniej stronie głowy.

## Tryb życia
Gatunek jajożyworodny, samica rodzi jednorazowo do 20 młodych. Prowadzi głównie przydenny tryb życia, polując na ryby i wygrzebując bezkręgowce z podłoża. Wykorzystuje rostrum do zabijania ofiary, broni się nim przed napastnikami.

## Status
Gatunek krytycznie zagrożony.